# Deng Qingming
Deng Qingming (chinesisch 鄧清明 / 邓清明, Pinyin Dèng Qīngmíng; * 16. März 1966 in Dongpo, Provinz Jiangxi, Volksrepublik China) ist ein chinesischer Kampfpilot und Raumfahrer.

## Jugend und Dienst bei der Luftwaffe
Deng Qingming wurde am 16. März 1966 als ältestes von fünf Kindern in einem Dorf der damaligen Volkskommune Dongpo des Kreises Yihuang der bezirksfreien Stadt Fuzhou in der Provinz Jiangxi geboren.
Obwohl er sich nebenbei um seine Geschwister kümmern und schon als Kind beim Brennholzsammeln helfen musste, war er seit der Grundschule immer ein guter Schüler. In der Oberstufe des Gymnasiums hatte er einen Schulweg von 13 km, den er im ersten Jahr zu Fuß zurücklegte, was er in zwei bis drei Stunden bewältigte. Im zweiten Jahr der Oberstufe kaufte ihm sein Vater ein Fahrrad, wodurch sich sein Schulweg auf etwas über eine Stunde verkürzte.
Im Abschlussjahr des Gymnasiums bewarb er sich auf Anregung seiner Eltern bei der Luftwaffe und bestand die Musterung problemlos.
Nach dem Abitur begann er im Juni 1984 an der 2. Grundausbildungsschule der chinesischen Luftwaffe in Baoding mit dem 26. Jahrgang jener Schule eine Ausbildung.
Wie sein späterer Raumfahrerkollege Yang Liwei (25. Jahrgang, 1983) wurde er nach einem Jahr an die 8. Pilotenakademie in Kumul (中国人民解放军空军第八飞行学院) geschickt, um Luftfahrttechnik zu studieren. Das trockene und im Winter sehr kalte Klima Xinjiangs bildete einen starken Kontrast zum milden südostchinesischen Jiangxi. Deng Qingming gewöhnte sich jedoch nach einiger Zeit an die neue Umgebung und bestand nach einem halben Jahr theoretischem Unterricht die Aufnahmeprüfung für das Grundausbildungsgeschwader. Im Juni 1985 hatte Deng Xiaoping angeordnet, dass der Personalstand der Volksbefreiungsarmee innerhalb von zwei Jahren von 4 Millionen auf 3 Millionen zu reduzieren sei. Das führte dazu, dass bei jeder Prüfung stark ausgesiebt wurde. Deng Qingming gehörte jedoch immer zu den Besten seiner Gruppe und wurde nach zehn Monaten in das Endausbildungsgeschwader übernommen, wo er lernte, ein Jagdflugzeug zu fliegen. Im November 1987 schloss er seine Ausbildung erfolgreich ab und wurde zu einem in Yanji stationierten Geschwader in der nordostchinesischen Provinz Jilin versetzt.

## Dienst im Raumfahrerkorps
1996 war Deng Qingming einer von 1506 Kampfpiloten, die die erste Auswahlrunde für das bemannte Raumfahrtprogramm der Volksrepublik China bestanden. Nach weiteren Selektionsrunden zählte er zu den 12 verbliebenen Kandidaten und wurde am 5. Januar 1998 zusammen mit den beiden Ausbildern Li Qinglong und Wu Jie in das Raumfahrerkorps der Volksbefreiungsarmee aufgenommen. Deng Qingming absolvierte die volle vierjährige Raumfahrerausbildung. Für die Raumlabor-Missionen Shenzhou 9, Shenzhou 10 und Shenzhou 11 wurde er jeweils in die nähere Wahl gezogen, bei letzteren beiden Missionen kam er in die Ersatzmannschaft. Insbesondere die Vorbereitung für die Langzeitmission Shenzhou 11 war sehr anspruchsvoll. Deng Qingming wurde im Frühsommer 2016 zusammen mit Chen Dong für 33 Tage in einem 20 m² großen, hermetisch verschlossenen Modell des Raumlabors Tiangong 2 eingesperrt, in dem ständig das Licht eingeschaltet war und die Raumfahrer unablässig Vibrationen und Lärm ausgesetzt wurden. Am 16. Oktober 2016 flog Chen Dong dann jedoch mit seinem erfahrenen Partner Jing Haipeng, der bereits zwei Raumflüge absolviert hatte.
Bei jener Mission hatte die Mannschaftseinteilung schon früh festgestanden, Deng Qingming fungierte in der Vorbereitungsphase nur als Trainingspartner für Chen Dong, und natürlich, um bei der Erprobung der im Verhältnis zu Tiangong 1 stark überarbeiteten Lebenserhaltungssysteme des Raumlabors zu helfen. Dennoch übte er bis zur letzten Minute nach demselben Programm wie die Primärmannschaft und reiste – für den Fall, dass Chen oder Jing krank geworden wären – auch mit seinem eigenen Partner mit zum Kosmodrom Jiuquan. Dreimal hintereinander nicht zum Zug gekommen zu sein belastete ihn sehr.
Fünf Mitglieder des Raumfahrerkorps waren 2014 ausgeschieden, die Mehrzahl aus Altersgründen, aber Pan Zhanchun war ein halbes Jahr jünger als er. Deng Qingming überlegte sich, ob er nicht ebenfalls zur Truppe zurückkehren sollte, blieb dann aber – auch aufgrund der Unterstützung durch seine Frau und seine Tochter – doch beim Raumfahrerkorps.
Schließlich wurde er für die Mission Shenzhou 15 ausgewählt und startete am 29. November 2022 um 15:08 Uhr UTC zusammen mit Fei Junlong und Zhang Lu zur Chinesischen Raumstation, wo sie sechseinhalb Stunden später ankamen. Auf der Station wurde die Mannschaft von der vorherigen Besatzung empfangen. Damit waren nun das erste Mal sechs Personen gleichzeitig auf der Chinesischen Raumstation. Durch den Schichtwechsel im All entfiel die Notwendigkeit, die Systeme der Station bei der Abreise der einen Mannschaft herunterzufahren und bei der Ankunft der nächsten Besatzung wieder hochzufahren. Auch die Überprüfung auf während der unbesetzten Zeit ausgetretenen Treibstoff und andere toxische Substanzen entfiel. Nachdem Elektrik, Heizung und Kommunikationssysteme des Raumschiffs, die über Kontakte im Ring des Koppeladapters mit der Raumstation verbunden waren, getestet und freigeschaltet waren, konnten Deng Qingming und seine Kollegen nach zwei Stunden in die Station wechseln, anstatt nach drei Stunden wie die Besatzung von Shenzhou 14.

## Sonstiges
Deng Qingming ist seit Oktober 1988 Mitglied der Kommunistischen Partei Chinas.
Er ist seit 1990 mit Man Yanhong (满颜虹) verheiratet. 1991 wurde ihre Tochter Deng Manqi (邓满琪) geboren, die nach dem Abschluss ihres Ingenieurstudiums im Jahr 2012 zunächst im Kontrollraum des Kosmodroms Jiuquan arbeitete, seit 2016 im Raumfahrtkontrollzentrum Peking.
Mittlerweile ist Deng Qingming Großvater.